# آلة افتراضية معتمدة على النواة

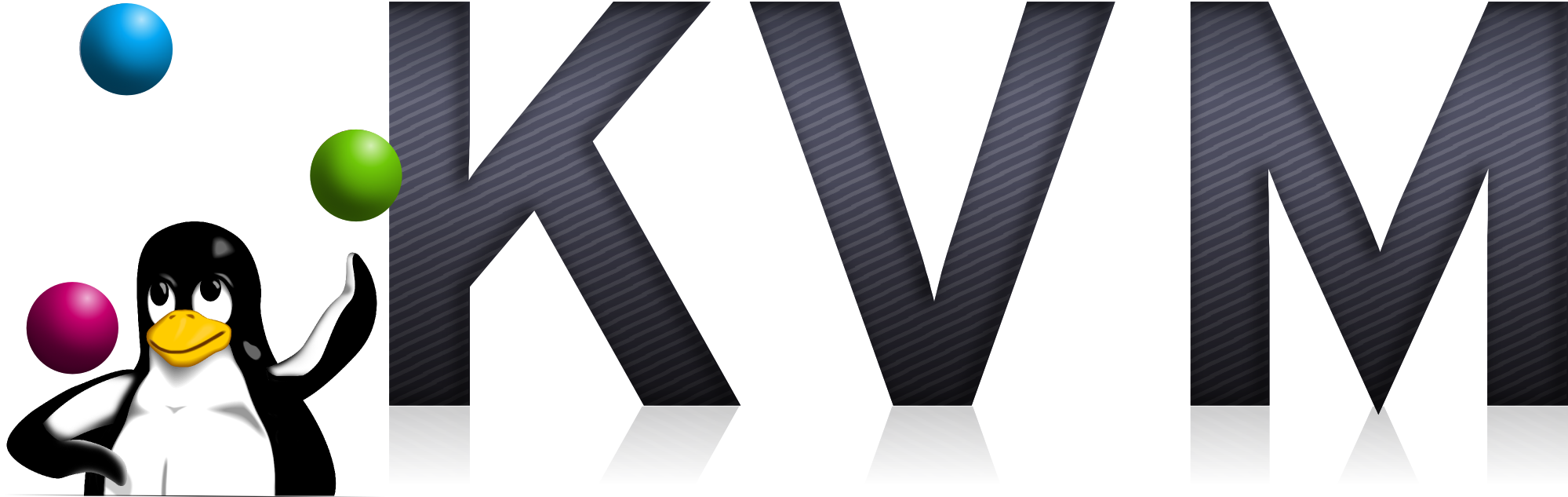

ك.ف.م (بالإنجليزية: Kernel-based Virtual Machine وإختصاراً KVM)‏ هي برمجية حرة تعمل على نظام لينكس، ومُررت إلى نظام فري بي ‌إس ‌دي واي لوم او اس [الإنجليزية] على شكل ملحق للنواة، تقوم بمهمة مراقب للأجهزة الافتراضية يعمل على إنشاء وإدارة و تشغيل الآلات الافتراضية.
دُمجت في نواة لينكس ابتداءً من النسخة 2.6.20 التي صدرت في فبراير 2007.